# 中華民國—南蘇丹關係
中華民國與南蘇丹共和國無正式外交關係，目前也沒有在對方首都互設具大使館功能的代表機構。對南蘇丹的相關事務由駐沙烏地阿拉伯王國臺北經濟文化代表處兼轄。

## 政治

### 外交

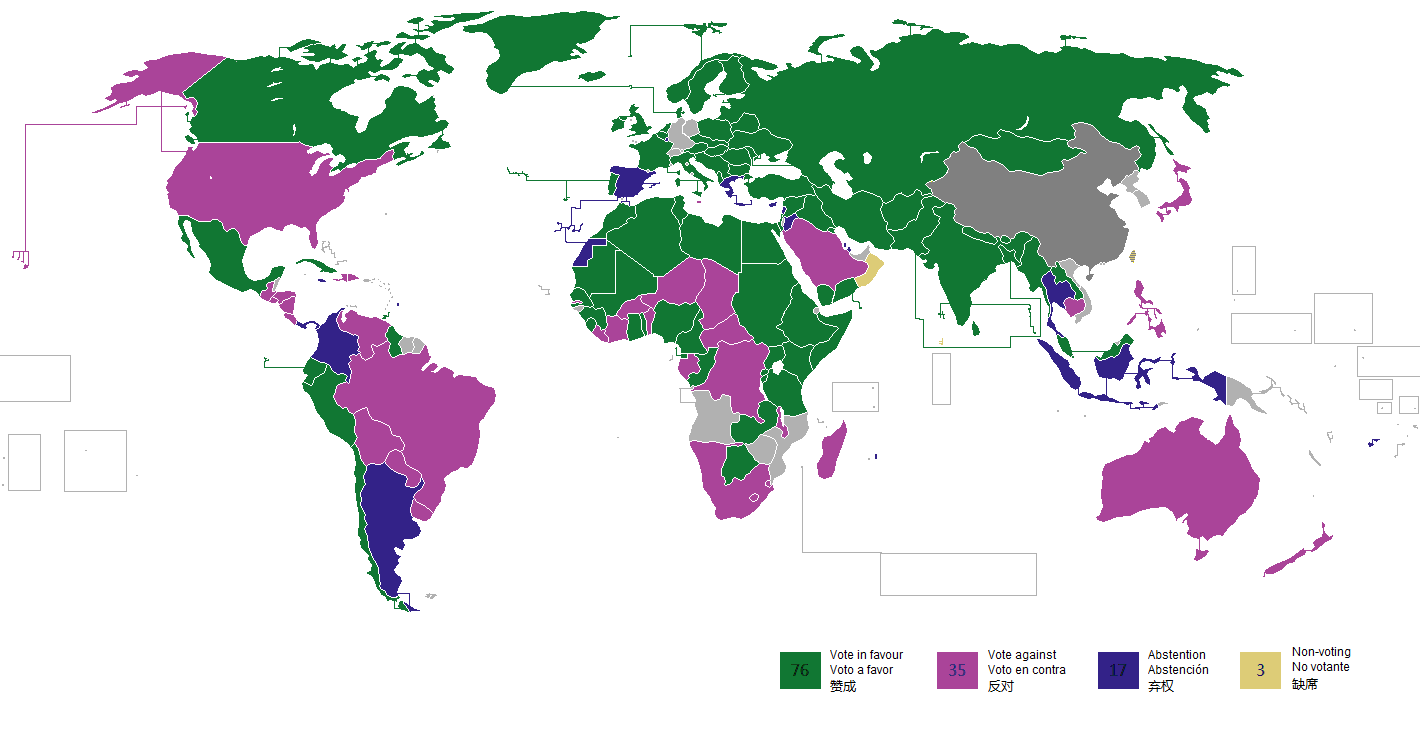
綠色國家表示在1971年的投票中反對中華民國續留聯合國，即《聯合國大會2758號決議》，南蘇丹當時是蘇丹領土，由蘇丹作為主權國家參與投票。

1993年7月，中華民國政府撥款30萬美元予紅十字國際委員會，採購醫療藥品援助蘇丹南部災民（時為蘇丹共和國的領土）。
2011年7月9日，中華民國外交承認南蘇丹共和國。

## 經濟

### 貿易
2015年以前，中華民國與南蘇丹無進出口貿易往來。
| 年分 | 貿易總額   | 貿易總額    | 貿易總額 | 出口至南蘇丹 | 出口至南蘇丹 | 出口至南蘇丹 | 自南蘇丹進口 | 自南蘇丹進口   | 自南蘇丹進口 | 順逆差  |
| 年分 | 金額       | 年增減      | 排名     | 金額         | 年增減       | 排名         | 金額         | 年增減         | 排名         | 順逆差  |
| ---- | ---------- | ----------- | -------- | ------------ | ------------ | ------------ | ------------ | -------------- | ------------ | ------- |
| 2017 | 2,352      | ▼99.7%      | 233      | 2,352        | ▼99.7%       | 225          | --           | --             | 236          | 順差▼   |
| 2018 | 10,025     | ▲326.2%     | 228      | 10,025       | ▲326.2%      | 220          | --           | --             | 241          | 順差▲   |
| 2019 | 41,071,428 | ▲409,590.1% | 109      | 1,481        | ▼85.2%       | 226          | 41,069,947   | --             | 84           | 逆差 -- |
| 2020 | 154,583    | ▼99.6%      | 211      | 154,549      | ▲10,335.4%   | 203          | 34           | ▼100.0%        | 233          | 順差 -- |
| 2021 | 32,645,851 | ▲21,018.7%  | 115      | 103,426      | ▼33.1%       | 210          | 32,542,425   | ▲95,712,914.7% | 99           | 逆差 -- |
| 2022 | 31,557     | ▼99.9%      | 223      | 21,540       | ▼79.2%       | 218          | 10,017       | ▼100.0%        | 207          | 順差 -- |
| 2023 | 342,819    | ▲986.3%     | 202      | 342,689      | ▲1,490.9%    | 191          | 130          | ▼98.7%         | 233          | 順差▲   |
| 2024 | 295,833    | ▼13.7%      | 208      | 295,737      | ▼13.7%       | 198          | 96           | ▼26.2%         | 238          | 順差▼   |

2023年的兩國貿易項目如下：
出口至南蘇丹的項目為：電話機（包括智能手机），以及其他傳輸或接收聲音、圖像之有線或无线网络通訊器具。
自南蘇丹進口的項目為：特殊物品，含進口未超過5萬新臺幣之小額報單與其他零星物品。

## 交流

### 援助
2011年，國際合作發展基金會（國合會）與國際慈善机构美慈組織（Mercy  Corps）合作進行「南蘇丹難民農業支援計畫」。2013年，再次合作進行「南蘇丹艾卜耶地區難民糧食安全支援計畫」，協助南蘇丹及蘇丹邊界處艾卜耶地區返鄉難民提升生產園藝作物之能力，並增加當地糧食安全程度。

## 簽證

持中華民國護照的中華民國國民簽證要求分布圖：入境南蘇丹需要簽證。

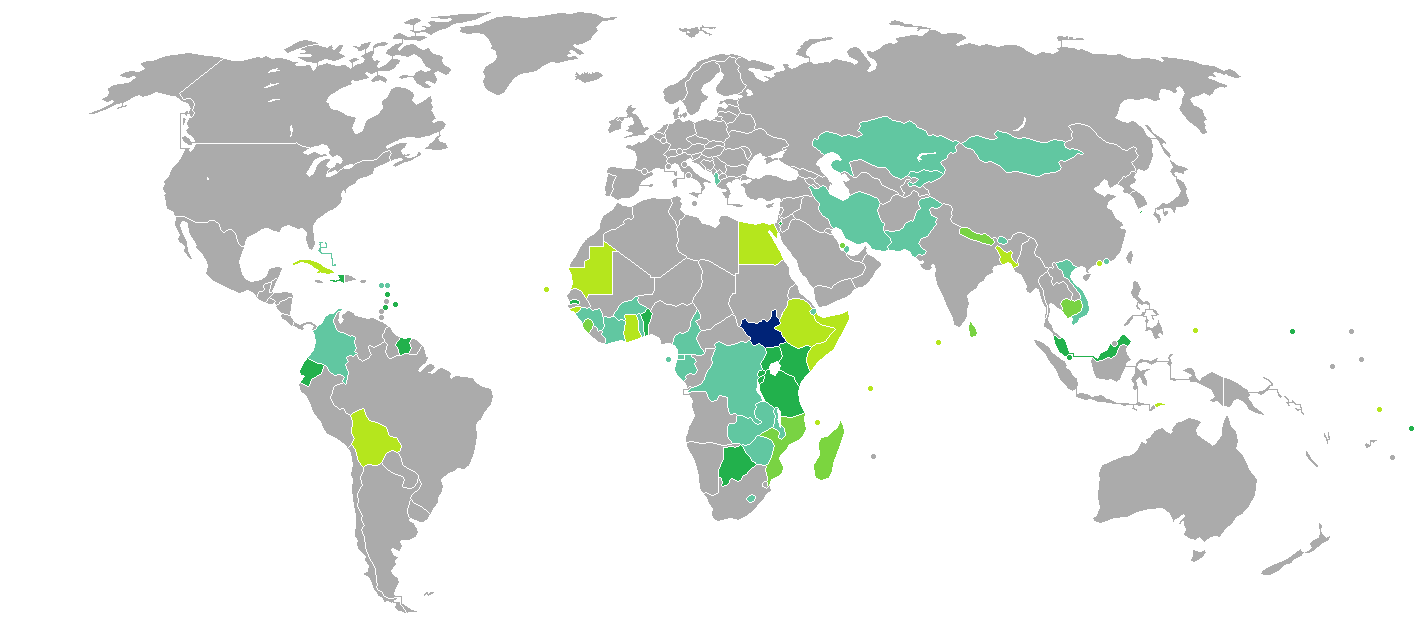
持南蘇丹護照的南蘇丹人口簽證要求分布圖：入境中華民國需要簽證。

兩國國民皆須申請簽證方可入境對方國家。持中華民國護照的中華民國國民可上網申請簽證。經南蘇丹轉機，須辦理過境簽證。
持南蘇丹護照的南蘇丹國民抵台參加由中央政府機關主辦、協辦或贊助之國際會議、運動賽事、商展或其他活動，可以電子簽證入境中華民國，停留最多30天並不得延期。

## 交通

### 航空

#### 客運
兩國無直航班機，可經由（不計航點遠近，截至2023年6月30日）：
- 臺北→杜拜、伊斯坦堡，再轉機前往南蘇丹的朱巴国际机场。

## 外部連結
- 中華民國外交部－南蘇丹共和國簡介 （页面存档备份，存于）
- 駐沙烏地阿拉伯王國台北經濟文化代表處
- 外交部領事事務局－國外旅遊警示分級表
- 中華民國衛生福利部－國際旅遊疫情建議等級
- 中華民國國際經濟合作協會 （页面存档备份，存于）